# 118-й меридіан західної довготи
118-й меридіан західної довготи — лінія довготи, що лежить на 118 градусів західніше Гринвіцького меридіана. Вона проходить від Північного полюса через Північний Льодовитий океан, Північну Америку, Тихий океан, Південний океан та Антарктиду до Південного полюса.
118-й меридіан західної довготи формує велике коло разом із 62-гим меридіаном східної довготи.

## Список географічних об'єктів, що перетинає 118° зх. д.
Починаючи на Північному полюсі та рухаючись до Південного полюса, 118-й меридіан західної довготи проходить через:
| Координати                                                   | Країна, територія або море | Примітки |
| ------------------------------------------------------------ | -------------------------- | --- |
| 90°0′ пн. ш. 118°0′ зх. д. / 90.000° пн. ш. 118.000° зх. д.  | Північний Льодовитий океан | |
| 77°22′ пн. ш. 118°0′ зх. д. / 77.367° пн. ш. 118.000° зх. д. | Канада                     | Північно-Західні території — проходить через острів Принца Патріка                                                      |
| 76°24′ пн. ш. 118°0′ зх. д. / 76.400° пн. ш. 118.000° зх. д. | Протока Крозьє[en]         | |
| 76°3′ пн. ш. 118°0′ зх. д. / 76.050° пн. ш. 118.000° зх. д.  | Канада                     | Північно-Західні території — проходить через острів Еглінтон                                                            |
| 75°42′ пн. ш. 118°0′ зх. д. / 75.700° пн. ш. 118.000° зх. д. | Протока Келлетт[en]        | |
| 75°20′ пн. ш. 118°0′ зх. д. / 75.333° пн. ш. 118.000° зх. д. | Протока Мак-Клур           | |
| 74°17′ пн. ш. 118°0′ зх. д. / 74.283° пн. ш. 118.000° зх. д. | Канада                     | Північно-Західні території — проходить через острів Бенкс                                                               |
| 72°53′ пн. ш. 118°0′ зх. д. / 72.883° пн. ш. 118.000° зх. д. | Протока Принца Уельського  | |
| 72°40′ пн. ш. 118°0′ зх. д. / 72.667° пн. ш. 118.000° зх. д. | Канада                     | Північно-Західні території — проходить через острів Вікторія                                                            |
| 71°22′ пн. ш. 118°0′ зх. д. / 71.367° пн. ш. 118.000° зх. д. | Затока Мінто[en]           | |
| 71°7′ пн. ш. 118°0′ зх. д. / 71.117° пн. ш. 118.000° зх. д.  | Канада                     | Північно-Західні території — проходить через острів Вікторія                                                            |
| 70°47′ пн. ш. 118°0′ зх. д. / 70.783° пн. ш. 118.000° зх. д. | Затока Амундсена           | |
| 69°1′ пн. ш. 118°0′ зх. д. / 69.017° пн. ш. 118.000° зх. д.  | Канада                     | Нунавут Північно-Західні території — проходить через Велике Ведмеже озеро Альберта Британська Колумбія                  |
| 49°0′ пн. ш. 118°0′ зх. д. / 49.000° пн. ш. 118.000° зх. д.  | США                        | Вашингтон Орегон Невада Каліфорнія — проходить східніше Лос-Анджелеса                                                   |
| 33°39′ пн. ш. 118°0′ зх. д. / 33.650° пн. ш. 118.000° зх. д. | Тихий океан                | Проходить східніше островів Санта-Каталіна і Сан-Клементе, Каліфорнія США Проходить східніше острова Гвадалупе, Мексика |
| 60°0′ пд. ш. 118°0′ зх. д. / 60.000° пд. ш. 118.000° зх. д.  | Південний океан            | |
| 73°48′ пд. ш. 118°0′ зх. д. / 73.800° пд. ш. 118.000° зх. д. | Антарктида                 | Проходить через Землю Мері Берд, на яку жодна країна не претендує                                                       |